# پایگاه آب‌نشین اکوتان
پایگاه آب‌نشین اکوتان (به انگلیسی: Akutan Seaplane Base) یک فرودگاه همگانی بهره‌برداری هوایی با کد یاتا KQA است که یک باند فرود آب دارد و طول باند آن ۳۰۴۸ متر است. این فرودگاه در شهر آکوتان، آلاسکا کشور ایالات متحده آمریکا قرار دارد و در ارتفاع ۰ متری از سطح دریا واقع شده‌است.